# Unternehmen Walküre

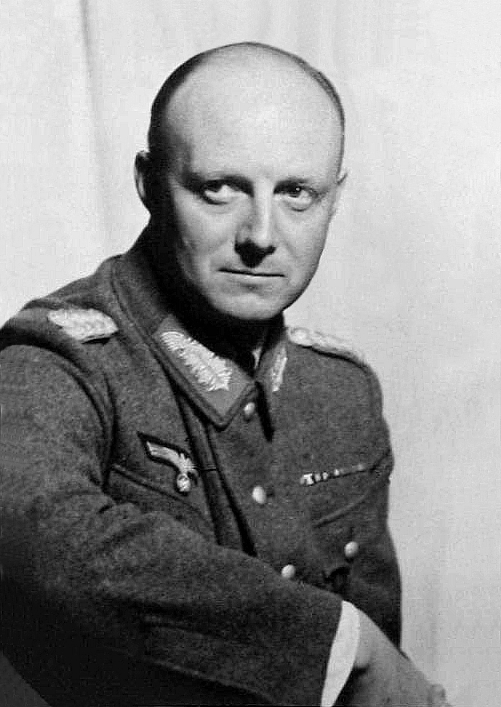
Generalmajor Henning von Tresckow (1944)

Das Unternehmen Walküre war ursprünglich der Deckname einer deutschen Militäroperation und ein Plan der deutschen Wehrmacht zur Unterdrückung eines möglichen Aufstandes gegen das nationalsozialistische Regime. Er wurde von den Widerstandskämpfern um Claus Schenk Graf von Stauffenberg für ihren Umsturzplan umfunktioniert.

## Ursprüngliche Planung
Die Planungen wurden zu Beginn des Zweiten Weltkrieges gestartet, um befürchtete Aufstände der Zivilbevölkerung sowie von Kriegsgefangenen und KZ-Häftlingen zu unterbinden. Soldaten des Ersatzheeres sollten dabei kriegswichtige Punkte in Berlin und anderen größeren Städten besetzen und gegen Aufständische vorgehen. Die Auslösung durch das Codewort Walküre war Adolf Hitler persönlich und dem Befehlshaber des Ersatzheeres vorbehalten. Somit hing die Durchführung von zwei Schlüsselpersonen ab. Der Plan war während der Winterkatastrophe der Ostfront im Dezember 1941 entworfen worden und zur Mobilmachung der Ersatz- und Ausbildungstruppen sowie der jederzeit etwa 300.000 auf Heimaturlaub befindlichen Soldaten gedacht, um sie rasch an die Front werfen oder gegen feindliche Luft- oder Küstenlandungen einsetzen zu können. Auf ein Stichwort mussten alle verfügbaren Truppen sich zu verstärkten Regimentern bzw. Kampfgruppen formieren, bewaffnen und innerhalb weniger Stunden marschbereit sein.

## Abwandlung des Plans 1943
Henning von Tresckow und Claus Schenk Graf von Stauffenberg erkannten die Schwachstelle des Plans. Sie setzten auf die Wehrmacht und passten den Plan Walküre ab 1943 unauffällig an die Bedürfnisse des geplanten Attentats auf Hitler an, sodass auch zugehörige, zentrale Personen der SS, des Sicherheitsdienstes (SD), der Gestapo und der NSDAP verhaftet worden wären.
Als Grundlage zur Ausschaltung des Parteiapparates der NSDAP und der SS-Dienststellen (soweit sie Teil des Polizeiapparates waren) sollte entsprechend der Planung der aktualisierte Walküre-Befehl an die Wehrkreise dienen: Der bewaffnete Teil der SS wird aus der Parteihierarchie gelöst und der Wehrmacht untergeordnet. Außerdem wurden laut dem Befehl im Falle dieses Ausnahmezustands alle zivilen staatlichen Behörden dem Befehlshaber des jeweiligen Wehrkreises (als Vollzugsgewalt) unterstellt.
Generalfeldmarschall Erwin von Witzleben, der bereits 1938 und 1939 an Plänen zur Absetzung Hitlers beteiligt gewesen war und sich seit 1943 den Vorbereitungen von Tresckows und von Stauffenbergs angeschlossen hatte, sollte in Folge des Attentats auf Hitler neuer Oberbefehlshaber der Wehrmacht werden. Er unterzeichnete bereits 1943 diesen Befehl:
I. Der Führer Adolf Hitler ist tot!
Eine gewissenlose Clique frontfremder Parteiführer hat es unter Ausnutzung dieser Lage versucht, der schwerringenden Front in den Rücken zu fallen und die Macht zu eigennützigen Zwecken an sich zu reißen.
II. In dieser Stunde höchster Gefahr hat die Reichsregierung zur Aufrechterhaltung von Recht und Ordnung den militärischen Ausnahmezustand verhängt und mir zugleich mit dem Oberbefehl über die Wehrmacht die vollziehende Gewalt übertragen.
III. Hierzu befehle ich:
1. Ich übertrage die vollziehende Gewalt – mit dem Recht der Delegation auf die territorialen Befehlshaber – im Heimatkriegsgebiet auf den Befehlshaber des Ersatzheeres unter gleichzeitiger Ernennung zum Oberbefehlshaber im Heimatkriegsgebiet – in den besetzten Westgebieten auf den Oberbefehlshaber West – in Italien auf den Oberbefehlshaber Südwest – in den besetzten Ostgebieten auf die Oberbefehlshaber der Heeresgruppen und den Wehrmachtbefehlshaber Ostland für ihren jeweiligen Befehlsbereich – in Dänemark und Norwegen auf die Wehrmachtbefehlshaber.
2. Den Inhabern der vollziehenden Gewalt sind unterstellt:
a) sämtliche in ihrem Befehlsbereich befindlichen Dienststellen und Einheiten der Wehrmacht einschl. der Waffen-SS, des RAD und der OT;
b) alle öffentlichen Behörden (des Reiches, der Länder und der Gemeinden), insbesondere die gesamte Ordnungs-, Sicherheits- und Verwaltungspolizei;
c) alle Amtsträger und Gliederungen der NSDAP und der ihr angeschlossenen Verbände;
d) die Verkehrs- und Versorgungsbetriebe.
3. Die gesamte Waffen-SS ist mit sofortiger Wirkung ins Heer eingegliedert.
4. Die Inhaber der vollziehenden Gewalt sind für die Aufrechterhaltung der Ordnung und öffentlichen Sicherheit verantwortlich. Sie haben insbesondere zu sorgen für:
a) die Sicherung der Nachrichtenanlagen,
b) die Ausschaltung des SD.
Jeder Widerstand gegen die militärische Vollzugsgewalt ist rücksichtslos zu brechen.
In dieser Stunde höchster Gefahr für das Vaterland ist Geschlossenheit der Wehrmacht und Aufrechterhaltung voller Disziplin oberstes Gebot.
Ich mache es daher allen Befehlshabern des Heeres, der Kriegsmarine und der Luftwaffe zur Pflicht, die Inhaber der vollziehenden Gewalt bei Durchführung ihrer schwierigen Aufgabe mit allen zu Gebote stehenden Mitteln zu unterstützen und die Befolgung ihrer Weisungen durch die untergeordneten Dienststellen sicherzustellen. Der deutsche Soldat steht vor einer geschichtlichen Aufgabe. Von seiner Tatkraft und Haltung wird es abhängen, ob Deutschland gerettet wird.
Gleiches haben alle territorialen Befehlshaber, die Oberkommandos der Wehrmachtteile und die den Oberkommandos unmittelbar unterstehenden Kommandobehörden des Heeres, der Kriegsmarine und der Luftwaffe.
Der Oberbefehlshaber der Wehrmacht
gez. v. Witzleben
Generalfeldmarschall
Für das Attentat gegen Hitler machten die Verschwörer also politisch die NSDAP verantwortlich. So wollten sie gegenüber der Masse der regimetreuen Deutschen ihre Maßnahmen gegen Partei und Oberste Reichsbehörden rechtfertigen.

## Auslösung von Walküre am 20. Juli 1944
Als sich nach der Explosion der Bombe um 12:42 Uhr im Laufe des 20. Juli 1944 herausstellte, dass Hitler überlebt hatte, meldete General der Nachrichtentruppe Erich Fellgiebel kurz nach 13 Uhr den in Berlin vereinbarungsgemäß auf das Stichwort „Walküre“ Wartenden stattdessen mehrdeutig: „Es ist etwas Furchtbares passiert, der Führer lebt.“ Stauffenberg aber, als er gegen 15:45 Uhr nach seiner Landung in Rangsdorf erfuhr, dass Walküre noch nicht ausgelöst war, rief vom Flughafen aus General Friedrich Olbricht an, beteuerte, Hitler sei tot, und drängte Olbricht, noch vor seiner Weiterfahrt nach Berlin Walküre auszulösen. Daraufhin begann Olbrichts Chef des Stabes, Oberst Albrecht Mertz von Quirnheim, per Fernschreiber und sogar per Telefon sowie ohne Kenntnis des dazu allein autorisierten Chefs des Ersatzheeres Generaloberst Friedrich Fromm mit der Weitergabe der Walküre-Befehle: Eines der ersten Fernschreiben zur Auslösung von Walküre datiert von 16:45 Uhr, ist an das Wehrkreiskommando XII gerichtet, trägt anders als die Version von 1943 nicht die Überschrift „Der Führer Adolf Hitler ist tot!“, sondern „Innere Unruhen“, ist aber im Übrigen nahezu textgleich und endet mit „Der Oberbefehlshaber der Wehrmacht – gez. v. Witzleben, Generalfeldmarschall“. Vor dem Versenden dieser ersten Serie der Fernschreiben wurde eine folgenschwere technische Fehlentscheidung gefällt: Stauffenbergs Adjutant Hauptmann Friedrich Karl Klausing ließ sie auf Rückfrage des Fernmelders zwar mit höchster Dringlichkeitsstufe (FFR) markieren, außerdem aber als „Geheime Kommandosache“ (gKdoS) klassifizieren. Als letztere konnten sie nicht gleichzeitig an jeweils 30 Empfänger durchgegeben werden, sondern mussten zunächst verschlüsselt und dann einzeln und seitenweise versandt werden. Außerdem standen dafür statt etwa zwanzig nur vier Fernschreiber zur Verfügung. So dauerte es, bis das letzte Fernschreiben zur Auslösung von Walküre den Empfänger erreicht hatte, etwa drei Stunden. In Einzelfällen benachrichtigte daher ähnlich wie zuvor schon Mertz von Quirnheim auch Stauffenberg beispielsweise die Widerstandsgruppe in General Carl-Heinrich von Stülpnagels Hauptquartier in Paris selbst telefonisch von der Auslösung von Walküre. Auch der Linzer Oberstleutnant i. G. Robert Bernardis leitete den Walküre-Befehl an die im Wehrkreis III (Berlin) stationierten Kampfverbände telefonisch weiter. Alle drei waren hierzu auf Grund ihrer Dienststellung offenkundig nicht befugt. Außerdem wurden alle Dienststellen zwischen 18:28 und 18:42 Uhr durch drei Sondermeldungen des Deutschlandsenders darüber informiert, dass Hitler nur leichte Verletzungen erlitten hatte. Weitere Fernschreiben aus dem Bendlerblock beispielsweise mit Ausführungsdetails trafen, wenngleich mittlerweile nur noch als „Geheim“ klassifiziert, später als 21 Uhr ein. So überschnitten sich Fernschreiben aus dem Bendlerblock teilweise schon mit dem Fernschreiben Generalfeldmarschall Wilhelm Keitels von 20:20 Uhr, in dem dieser Befehle aus dem Bendlerblock für ungültig erklärte und mitgeteilt hatte: „Der Führer lebt! Völlig gesund!“ Hinzu kam erschwerend, dass einige Fernschreiben des Bendlerblocks unbemerkt auch an das Führerhauptquartier Wolfsschanze gingen, weil diese nicht aus dem üblichen Verteiler entfernt worden war. So war man dort gut über das geplante Vorgehen des Gegners informiert und es gingen umgehend Fernschreiben heraus, dass Befehle aus dem Bendlerblock ungültig seien.
Den Empfängern der Fernschreiben aus dem Bendlerblock mussten weitere Ungereimtheiten auffallen. So wurden nach Auslösung von Walküre zahlreiche weitere Fernschreiben aus dem Bendlerblock durch Erich Hoepner gezeichnet mit der Funktionsangabe „Der Oberbefehlshaber im Heimatkriegsgebiet“ und dem Dienstgrad Generaloberst, obwohl Hoepner 1942 durch Hitler mit nachträglicher Bestätigung durch den Reichstag aus der Wehrmacht entlassen worden war.
Andere frühe Fernschreiben waren ohne Kenntnis Fromms unter seinem Namen versandt worden. Olbricht offenbarte dies schließlich Fromm und drängte ihn, der seit langem von den Attentats-Plänen unterrichtet war, nun die Maßnahmen des Unternehmens Walküre selbst zu unterstützen. Als Fromm zögerte, wollte Olbricht ihn vom Tod Hitlers durch ein Telefonat in die Wolfsschanze zu Generalfeldmarschall Wilhelm Keitel überzeugen. Keitel stellte aber gegenüber Fromm klar, dass Hitler nur leicht verletzt war. Fromm weigerte sich nun, selbst weitere Befehle zu geben. Als Stauffenberg schließlich gegen 16:30 Uhr in Berlin eintraf, bezeichnete er Keitels Angabe als Lüge, Hitler müsse zumindest schwer verletzt sein. Gegenüber Fromm wiederum machte Stauffenberg geltend, er habe selbst gesehen, wie Hitler nach der Explosion, die er selbst gezündet habe, tot aus dem Gebäude herausgetragen wurde. Fromm ließ sich nicht überzeugen und erklärte Stauffenberg, Olbricht und Mertz für verhaftet, wurde von diesen aber selbst in einem Nachbarraum festgesetzt. Ein weiteres Fernschreiben aus dem Bendlerblock datiert von 18:00 Uhr, ist an nahezu alle Wehrbereichskommandos gerichtet, beruft sich auf eine Ermächtigung durch den Oberbefehlshaber der Wehrmacht (also angeblich von Witzleben), enthält eine Reihe von Befehlen zum praktischen Vorgehen und ist gezeichnet durch den in Wahrheit festgesetzten Generaloberst Fromm sowie durch Oberst i. G. Graf von Stauffenberg.
Insgesamt kam wegen dieser und anderer formaler, technischer und organisatorischer Mängel die geplante Festnahme der SS- und SD-Einheiten nur in Paris und Wien zustande, da die Walküre-Befehle die Wehrkreis-Kommandanten viel zu spät erreichten und die Gegenmaßnahmen des NS-Regimes schon zu greifen begannen. Zudem herrschte Unsicherheit und Verwirrung über die Frage, ob Hitler noch lebe und wessen Befehlen Folge zu leisten sei.

## Spätere Folgen
Nach dem 20. Juli 1944 setzte Hitler Walküre in dieser Form außer Kraft. Zudem ernannte er den Reichsführer SS Heinrich Himmler zum neuen Befehlshaber des Ersatzheeres. 
Fromms Unentschlossenheit hatte auch für ihn selbst Folgen: Bereits einen Tag später stellte sich heraus, dass er Kenntnis von den Umsturzplänen hatte. Sein Rückzieher wurde nicht als Loyalität gewertet. Er wurde, da ihm eine direkte Beteiligung nicht nachgewiesen werden konnte, vom Volksgerichtshof „wegen Feigheit vor dem Feind“ zum Tode verurteilt und am 12. März 1945 im Zuchthaus Brandenburg erschossen.